# Tatadim
Tatadim (amharisch ታታዲም) war Negus Negest von Äthiopien sowie ein Mitglied der Zagwe-Dynastie. 
Taddesse Tamrat zufolge war er der älteste bekannte Sohn von Mara Takla Haymanot.
Das Gadla Yemrehana Krestos sagt aus, dass Tatadim sich bemühte, die Thronfolge für seine Söhne zu sichern und dabei gegen seine Brüder Jan Seyum und Germa Seyum handelte. Das Gesetz der Agau zum Thronerbe schrieb nämlich seinen Brüdern das Recht auf Nachfolgeschaft zu. Dies war ein Problem, welches die Zagwe-Könige beschäftigte.